# Vlahia Moravă

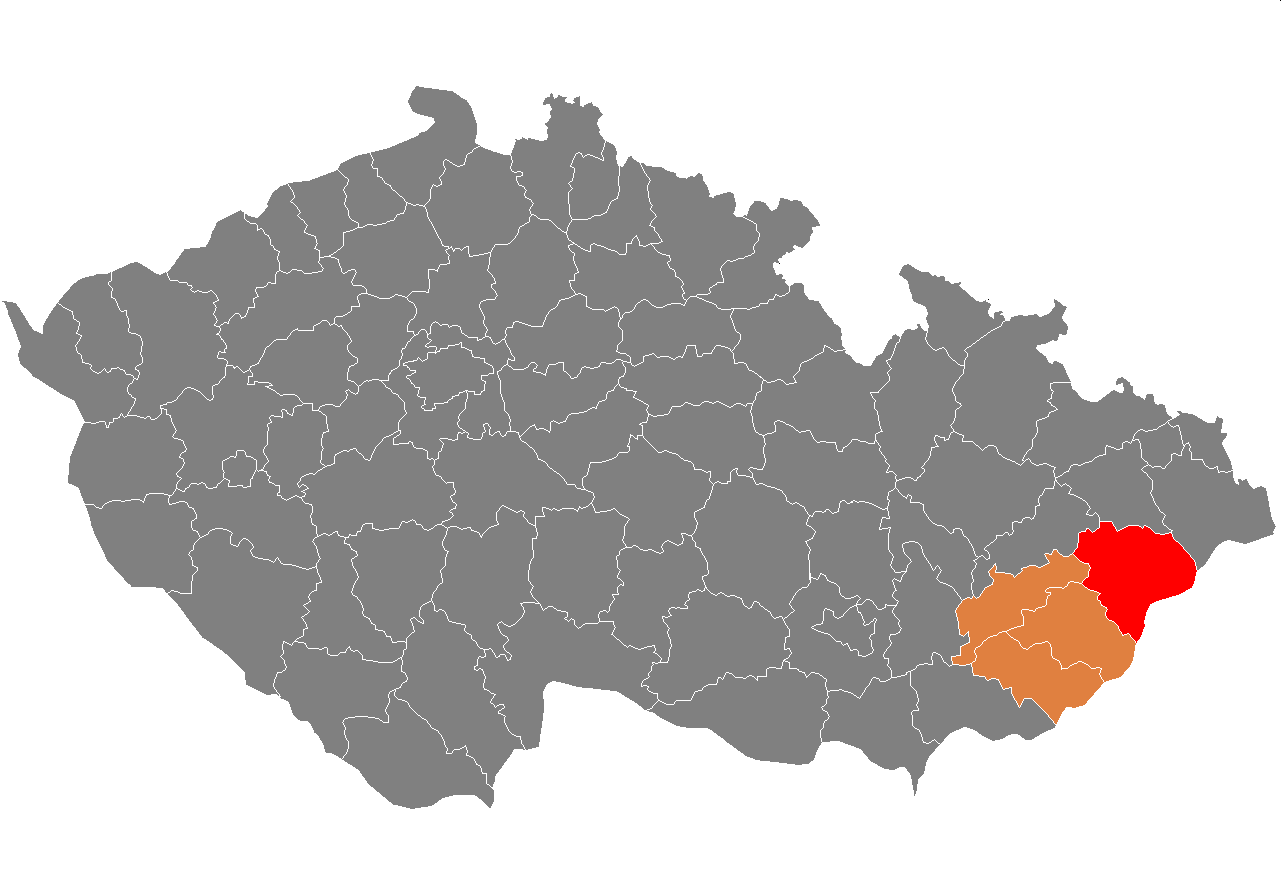
Districtele din Republica Cehă care corespund în întregime (roșu) sau parțial (portocaliu) cu Vlahia moravă.

Vlahia moravă (în cehă Valašsko) este o regiune din răsăritul republicii cehe, o fostă « Romanie populară » întemeiată posibil între secolele X și XVII de către păstorii români stabiliți atunci la granița dintre Moravia și regatul Ungariei.

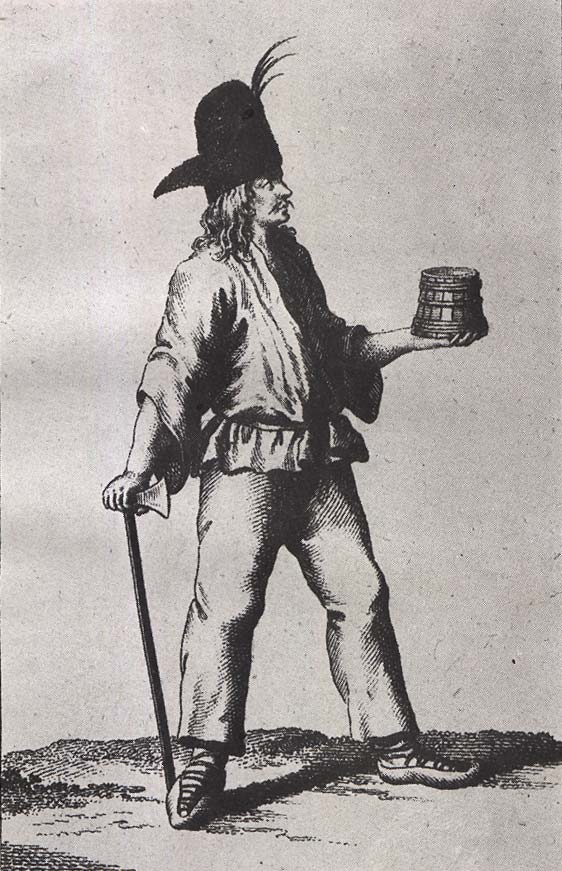
Un Vlaho-morav din Brumov, Moravia, 1787

## Origine
Cronicarul bizantin Ioannis Skilițes relatează un schimb de populații între Imperiul Bizantin și regatul Moraviei în anul 976: o parte din Sârbii albi din Lusacia (ai căror descendenți actuali sunt sorabii din răsăritul Germaniei) au fost autorizați să se stabilească în bazinul râului Margos (afluent al Dunării de atunci denumit Morava), în locul românilor vlahi care trăiseră aici până atunci, dar care se opuseseră împăratului Vasile al II-lea Bulgaroctonul: acesta le confiscase pământurile, izgonindu-i spre Moravia, unde au format "Vlahia moravă". Nu există însă mențiuni sau dovezi arheologice la fața locului pentru acest episod. Lingvistul român Eugen Lozovan consideră că extinderea românilor spre Moravia și sudul Poloniei a început în secolul al X-lea .

## Istoric
Din punct de vedere lingvistic dialectul astăzi slav al vlahilor moravi, deopotrivă influențat de cehă și de slovacă, cuprinde cuvinte românești provenite din dacoromână precum bača „baci”, brynza „brânză” (care a trecut și în limbile cehă și slovacă), cap „țap”, domikát „mâncare din produse lactate” (vezi „dumicat”), galeta/geleta „găleată” (de lemn folosită la mulsul oilor), pirt’a „cărare” (a oilor) (vezi „pârtie”), kurnota „oaie cu coarne” (vezi „cornută”), košár „coșar”, murgaňa/murgaša „oaie cu lână de culoare închisă” (vezi „murg”), putira/putyra „putină” (cu rotacismul „n” > „r”), strunga/strunka „strungă” sau žinčica „jintiță”. Lucrările istoricilor cehi sau slovaci asupra ținutului Vlahiei morave, presupun că grupuri de păstori români s-ar fi așezat acolo în secolele XIV-XVII, fiind plecați fie din România de azi (Transilvania, Banatul sau Crișana) fie din zona Timocului... 
O altă ipoteză apare într-o cronică veche rusă, Cronica lui Nestor, care menționează că în secolul al X-lea "maghiarii au alungat pe vlahi (români din Panonia si Carpați) și le-au luat pământurile". Această ipoteză este sprijinită și de N. Drăganu

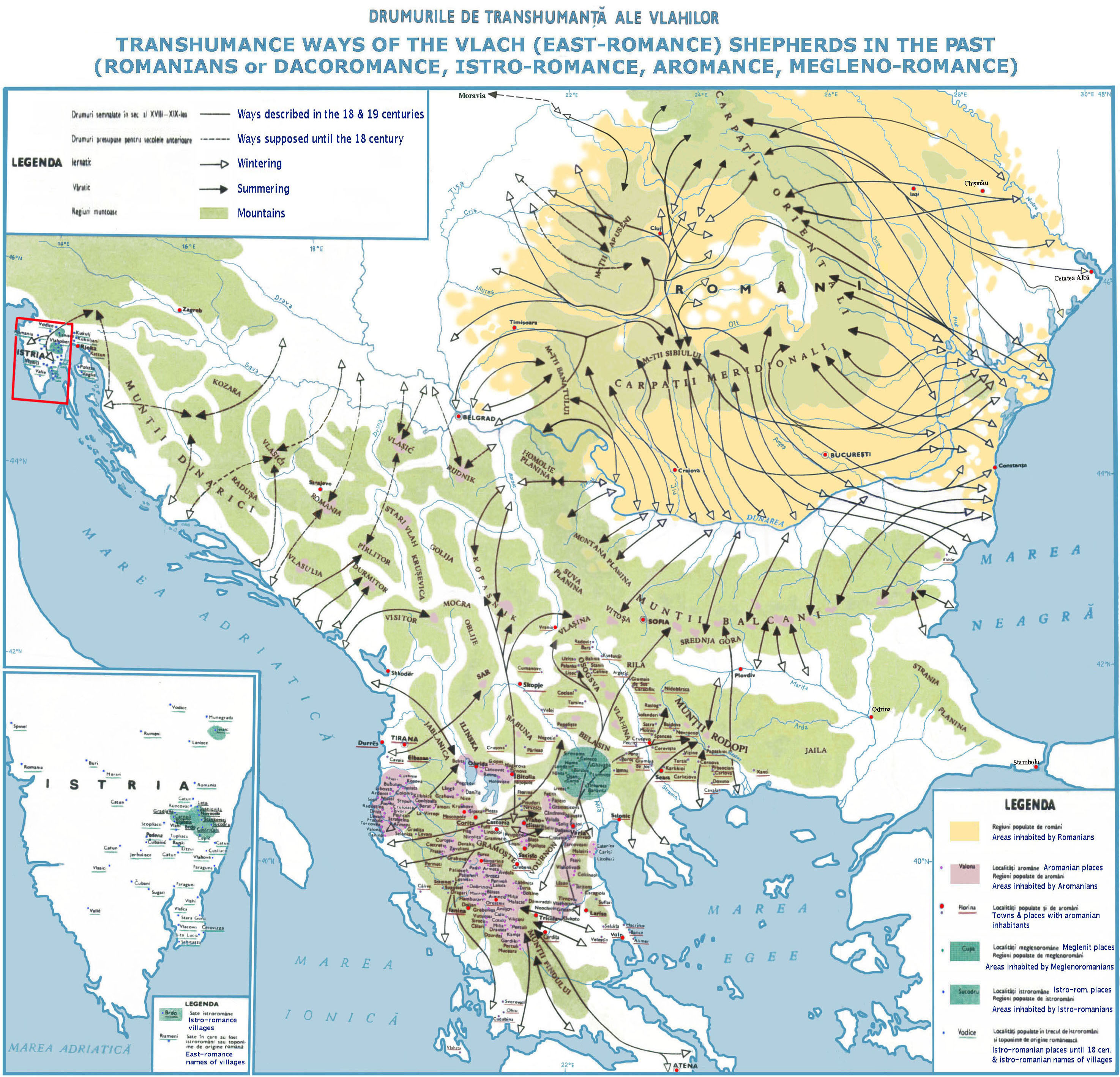
Drumurile („pârtiile”) tradiționale de transhumanță ale „Vlahilor”.

Indiferent de zona lor de origine și de perioada exactă a stabilirii lor în zonă, vlahii din Moravia s-au integrat în regatele ceh și maghiar (din care făcea parte Slovacia), devenind, pe planul religios, catolici, ca și vecinii lor cehi și slovaci. Ei au fost cu precădere păstori și negustori migratori între Imperiul romano-german, Polonia, Transilvania și Balcani. Încetul cu încetul și-au pierdut limba, păstrând în ziua de astăzi doar câteva cuvinte din domeniul păstoritului, și anumite specificități culturale, culinare și muzicale. 
O ipoteză protocronistă este aceea că toți vlahii din vecinătatea României ar proveni nu din deplasările legate de transhumanță, ci ar fi evoluat pe loc ca descendenți direcți ai Dacilor romanizați care ocupau aceste teritorii și pe timpul lui Burebista, argumentul fiind că zona lor de răspândire actuală s-ar suprapune perfect cu întinderea (efemerului) regat al lui Burebista, așa cum a fost descrisă de sursele și autorii Antichității.
Vlahii din Moravia au luptat împotriva Imperiului Habsburgic în războiul de 30 de ani. Au avut centrul rezistenței la Vsetín în Vlahia Moravă. Generalul Wallenstein a condus cele mai multe operațiuni militare împotriva acestora reușind să-i înfrângă în 1644. După această dată, imperialii au executat sute de vlahi și au ars Vsetín-ul și satele considerate dușmane. Tot imperialii au forțat vlahii din Moravia să treacă la catolicism.

## Cultura
În orașul Roznov există un Muzeu al Culturii și Civilizației Valahe, care găzduiește numeroase colecții și piese unice din patrimoniul locuitorilor.
Dezvoltarea turismului în Vlahia moravă a prilejuit apariția unui "stat" fictiv, numit Regatul Vlahiei popularizat în mass media din Cehia și Slovacia.

## Vedeți și
- Aromâni
- Aromânii din Albania
- Moscopole
- Vlahi
- Cehia